# Cacopsylla crataegi
Cacopsylla crataegi är en insektsart som först beskrevs av Franz Paula von Schrank 1801.  Cacopsylla crataegi ingår i släktet Cacopsylla och familjen rundbladloppor.
Artens utbredningsområde är Iran. Arten är reproducerande i Sverige. Inga underarter finns listade i Catalogue of Life.